# Katie Mactier
Katie Mactier (Melbourne, 23 de març de 1975) és una ciclista australiana que ha destacat tant en la ruta com en la pista.
En el seu palmarès destaca la medalla de plata als Jocs Olímpics d'Atenes en la prova en persecució.
Està casada amb el també ciclista Greg Henderson.

## Palmarès en ruta
- 2000
  - 1a al Tour de Bright i vencedora de 3 etapes
- 2001
  -  Campiona d'Austràlia en ruta
- 2003
  - 1a al Nature Valley Grand Prix i vencedora d'una etapa
  - 1a al Fitchburg Longsjo Classic
  - Vencedora d'una etapa al The Bellarine Tour
- 2004
  - Vencedora d'una etapa al Geelong Tour
- 2006
  - 1a al Bay Classic i vencedora de 2 etapes
- 2007
  -  Campiona d'Austràlia en ruta
  - Vencedora de 2 etapes del Mount Hood Cycling Classic
- 2008
  - Vencedora d'una etapa al Tour de l'Aude

## Palmarès en pista
- 2003
  - Campiona d'Oceania en Persecució
  -  Campiona d'Austràlia en persecució
- 2004
  -  Medalla d'or als Jocs Olímpics del 2004 en Persecució
  - Campiona d'Oceania en Persecució
- 2005
  -  Campiona del món de persecució
- 2006
  - Medalla d'or als Jocs de la Commonwealth en persecució
  - Campiona d'Oceania en Persecució
  -  Campiona d'Austràlia en persecució
- 2007
  -  Campiona d'Austràlia en persecució

### Resultats a laCopa del Món
- 2004-2005
  - 1a a Los Angeles, en Persecució
- 2006-2007
  - 1a a Sydney, en Persecució
- 2007-2008
  - 1a a Pequín i Sydney, en Persecució